# Laure
Laureano Sanabria Ruiz ou Laure (Madrid, 22 de março de 1985) é um futebolista profissional espanhol que atua como zagueiro, atualmente defende o Alcorcón.

## Carreira
Laure começou nas categorias de base do Real Madrid, na qual atuou até 2006.